# GParted
GParted (GNOME Partition Editor) — редактор дисковых разделов, являющийся графической оболочкой к GNU Parted. Предназначен для различных операций с разделами (и файловыми системами, находящимися на них), таких как: создание, уничтожение, изменение размера, перемещение, проверка и копирование. Это необходимо при создании пространства для новых операционных систем, реорганизации использования диска, копировании данных, находящихся на жёстких дисках, и зеркалировании одного раздела на другой (создании образа диска). Также существует Live CD версия программы — GParted-Live, выпускаемая командой разработчиков GParted с каждой новой версией этой программы.

## Функции
GParted использует libparted для обнаружения и управления устройствами и таблицами разделов, в то время, как несколько инструментов файловой системы обеспечивают поддержку файловых систем, не включенных в libparted. Эти дополнительные пакеты будут обнаружены во время выполнения и не требуют восстановления GParted.
GParted написан на C++ и использует библиотеку gtkmm для создания интерфейса. Основным принципом создания интерфейса являлось сохранение простого в использовании GUI, насколько это возможно, а также согласованным в соответствии с HIG.
Проект GParted предоставляет операционную систему, которая включает в себя GParted, и которая может быть записана на Live CD, Live USB и другие носители. Операционная система основывается на Debian GNU/Linux. GParted также доступен на других Live-CD дистрибутивах GNU/Linux, включая последние версии Puppy, Knoppix и Parted Magic.
Альтернативой этому программному обеспечению являются дисковый менеджер GNOME.

## Поддерживаемые файловые системы и типы разделов
GParted поддерживает следующие файловые системы и операции над ними (при условии, что все функции были включены на этапе компиляции, и все необходимые утилиты существуют в системе):
| Файловая система | Обнаружение | Чтение | Создание | Расширение раздела /Действие возможно онлайн | Уменьшение раздела /Действие возможно онлайн | Перемещение | Копирование | Проверка | Метка | UUID | Доп. утилиты        |
| ---------------- | ----------- | ------ | -------- | -------------------------------------------- | -------------------------------------------- | ----------- | ----------- | -------- | ----- | ---- | ------------------- |
| Bitlocker        | Да          | Нет    | Нет      | Нет                                          | Нет                                          | Нет         | Нет         | Нет      | Нет   | Нет  |                     |
| Btrfs            | Да          | Да     | Да       | Да/Да                                        | Да/Да                                        | Да          | Да          | Да       | Да    | Нет  | btrfs-tools         |
| Сrypt-luks       | Да          | Нет    | Нет      | Да/Да                                        | Да/Да                                        | Да          | Да          | Нет      | Нет   | Нет  |                     |
| exFAT            | Да          | Да     | Да       | Нет                                          | Нет                                          | Да          | Да          | Да       | Да    | Да   | exfatprogs          |
| ext2             | Да          | Да     | Да       | Да                                           | Да                                           | Да          | Да          | Да       | Да    | Да   | e2fsprogs           |
| ext3             | Да          | Да     | Да       | Да/Да                                        | Да                                           | Да          | Да          | Да       | Да    | Да   | e2fsprogs           |
| ext4             | Да          | Да     | Да       | Да/Да                                        | Да                                           | Да          | Да          | Да       | Да    | Да   | e2fsprogs           |
| F2FS             | Да          | Нет    | Да       | Нет                                          | Нет                                          | Да          | Да          | Нет      | Нет   | Нет  | f2fs-tools          |
| FAT16            | Да          | Да     | Да       | Да                                           | Да                                           | Да          | Да          | Да       | Да    | Да   | dosfstools, mtools  |
| FAT32            | Да          | Да     | Да       | Да                                           | Да                                           | Да          | Да          | Да       | Да    | Да   | dosfstools, mtools  |
| HFS              | Да          | Да     | Да       | Нет                                          | Да                                           | Да          | Да          | Нет      | Нет   | Нет  | hfsutils            |
| HFS+             | Да          | Да     | Да       | Нет                                          | Да                                           | Да          | Да          | Да       | Нет   | Нет  | hfsprogs            |
| JFS              | Да          | Да     | Да       | Да/Да                                        | Нет                                          | Да          | Да          | Да       | Да    | Да   | jfsutils            |
| linux-swap       | Да          | Нет    | Да       | Да                                           | Да                                           | Да          | Да          | Нет      | Да    | Да   | util-linux          |
| LVM2 pv          | Да          | Да     | Да       | Да/Да                                        | Да/Да                                        | Да          | Нет         | Да       | Нет   | Нет  | lvm2                |
| NILFS2           | Да          | Да     | Да       | Да/Да                                        | Да/Да                                        | Да          | Да          | Нет      | Да    | Да   | nilfs-utils         |
| NTFS             | Да          | Да     | Да       | Да                                           | Да                                           | Да          | Да          | Да       | Да    | Да   | ntfs-3g / ntfsprogs |
| ReFS             | Да          | Нет    | Нет      | Нет                                          | Нет                                          | Нет         | Нет         | Нет      | Нет   | Нет  |                     |
| Reiser4          | Да          | Да     | Да       | Нет                                          | Нет                                          | Да          | Да          | Да       | Нет   | Нет  | reiser4progs        |
| ReiserFS         | Да          | Да     | Да       | Да/Да                                        | Да                                           | Да          | Да          | Да       | Да    | Да   | reiserfsprogs       |
| UFS              | Да          | Нет    | Нет      | Нет                                          | Нет                                          | Да          | Да          | Нет      | Нет   | Нет  |                     |
| XFS              | Да          | Да     | Да       | Да/Да                                        | Нет                                          | Да          | Да          | Да       | Да    | Да   | xfsprogs, xfsdump   |

## Клонирование разделов
GParted способен клонировать раздел, используя жест мыши для копирования и вставки. GParted не способен клонировать весь диск, но только один раздел за раз. Когда GParted выполняет операцию клонирования, скопированная файловая система ещё не должна использоваться. GParted Clones разделяет на уровне файловой системы и, как результат, способен клонировать разные разделы целевого размера для одного и того же источника, если размер исходной файловой системы не превышает размер целевого раздела.